# Ochotnicy dzikowscy
Ochotnicy dzikowscy – polski oddział wojskowy wystawiony prywatnym sumptem na wojnę polsko-bolszewicką przez hrabiego Zdzisława Tarnowskiego.

## Geneza
Decyzja o wystawieniu oddziału wypłynęła z patriotycznych tradycji rodzinnych rodu Tarnowskich (wśród przodków Zdzisława Tarnowskiego był m.in. Jan Amor Tarnowski, autor zwycięstwa pod Obertynem, a w majątku Tarnowskich utworzono tzw. Złotą Legię, oddział powstańców styczniowych dowodzonych przez Zygmunta Jordana, do którego wstąpił Juliusz Tarnowski). Bezpośredni wpływ na wystawienie oddziału miała, wydana 3 lipca 1920 roku, odezwa Rady Obrony Państwa, w której zaapelowano o powszechne wstępowanie do armii. W 1920 Tarnowski początkowo przeznaczył 6 milionów marek polskich na Pożyczkę Narodową, ufundował czterdzieści łóżek dla szpitali polowych oraz zadeklarował 25 miejsc dla uchodźców przed bolszewikami.

## Historia

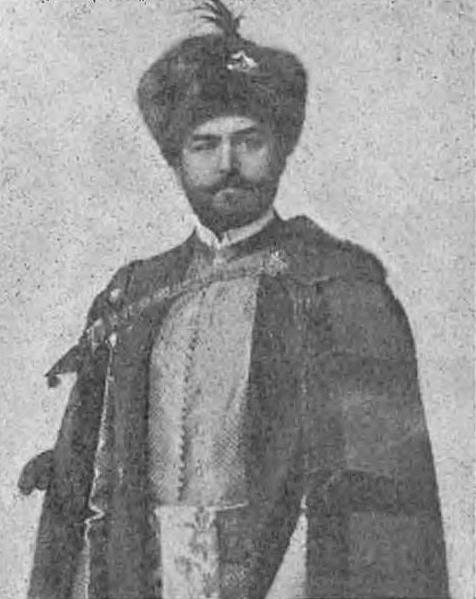
Hrabia Zdzisław Tarnowski, fundator oddziału

18 lipca 1920 hr. Tarnowski zwołał do Dzikowa zebranie lokalnej szlachty, w którym udział wzięli Władysław Tyszkiewicz, Zbigniew Horodyński, Zbigniew Mycielski i Ernst Habicht. Podczas obrad gospodarz zgłosił pomysł utworzenia i sfinansowania oddziału ochotniczego (piechoty i kawalerii). Spotkał się ze zrozumieniem i poprosił o pomoc wojskową w przeszkoleniu ludzi. Władze wojskowe przysłały do Dzikowa instruktora, porucznika Leona Gołogórskiego z Dowództwa Okręgu Generalnego Kraków. Początkowo kilkudziesięciu ludzi zgłosiło się na ochotnika do armii, a następnie Tarnowski samodzielnie sfinansował utworzenie oddziału wojskowego. Znaleźli się w nim młodzi ludzie (włościanie) z Dzikowa, oficjaliści lokalnych dóbr, młodzież mieszczańska z Tarnobrzega, a także, jako pierwszy, syn arystokraty, Artur Tarnowski. Większość oddziału stanowili mieszkańcy Dzikowa i innych wsi w przyszłości przyłączonych do Tarnobrzega (m.in. Wielowsi, Sielca i Machowa), oprócz nich w skład oddziału wchodzili również mieszkańcy m.in. Trześni i Turbii.

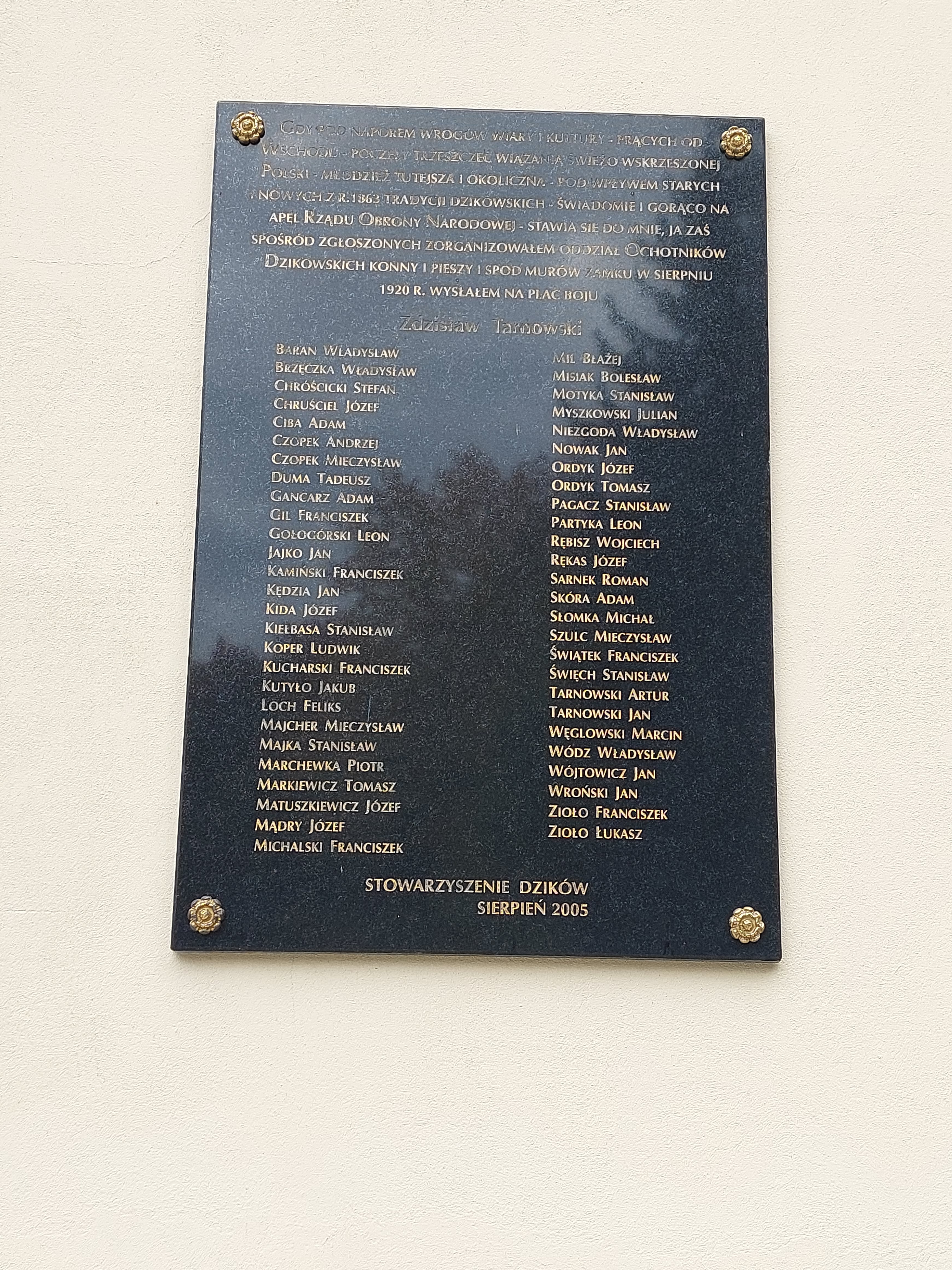
Tablica z ochotnikami dzikowskimi na pałacu Tarnowskich w Dzikowie

Oddział sformowano bardzo szybko (w ciągu tygodnia) i bez problemów technicznych. Żona hrabiego, Zofia z Potockich Tarnowska zapewniła sukno mundurowe (miała już doświadczenia w organizacji dóbr na potrzeby armii z Naczelnego Komitetu Narodowego). Krawcy z Tarnobrzega uszyli mundury za darmo. Buty i detale umundurowania opłacił Tarnowski. Broń zapewniła Powiatowa Komenda Policji w Tarnobrzegu. Konie dla kawalerii pochodziły ze stadniny pałacowej w Dzikowie, jak również od ziemian z regionu. Łącznie do oddziału wstąpiło 59 osób, w tym dwaj synowie hrabiego: Jan Juliusz (20 lat, poległ) i Artur (17 lat, odznaczony za udział w walkach Krzyżem Walecznych). 32 osoby miały mniej niż dwadzieścia lat (najmłodszy miał ich szesnaście), ośmiu było studentami, ewentualnie uczniami i tylko 21 miało jakiekolwiek doświadczenia wojskowe.

25 lipca 1920 ochotników pożegnano mszą w tarnobrzeskim kościele dominikańskim. Odprawił ją przeor, ojciec Stanisław Markiewicz. Kazanie wygłosił prefekt gimnazjalny, ksiądz Tomasz Gunia. Po mszy, na dziedzińcu klasztornym, przemówił Zdzisław Tarnowski. W jednym z fragmentów swojej mowy powiedział:
Polskę zwano od wieków „przedmurzem chrześcijaństwa”, bo polscy rycerze, walcząc w obronie ojczyzny, walczyli równocześnie w obronie wiary ojców naszych i w obronie cywilizacji Zachodu. I dzisiaj znowu po długiej przerwie Polska zaledwie zmartwychwstała i zaledwie spod trzech zaborów cudem połączona, chociaż nie dosyć jeszcze silna i odbudowana, stanąć musiała w obronie swego dziejowego posłannictwa oko w oko z nawałą bolszewizmu, w obronie nie tylko swoich granic, ale w obronie całego świata zachodniego przed tym najdzikszym barbarzyństwem Wschodu.
Po Tarnowskim przemawiał radca rządu inżynier Jan Bochniak. Pierwszy, trzydziestoosobowy oddział wyruszył na dworzec w Tarnobrzegu, gdzie pożegnał ich burmistrz, Henryk Stary i tłum mieszkańców miasta. Ochotnicy jechali do Rzeszowa i tam byli przydzielani do odpowiednich, regularnych oddziałów (większość ulokowano w 20. Pułku Piechoty Ziemi Krakowskiej). Jako żołnierze walczyli przede wszystkim w okolicach Lwowa. Mniejszość skierowano do ochrony granicy z Czechosłowacją.
Oddział kawaleryjski, dowodzony przez leśniczego Romana Sarnaka, wyruszył z Dzikowa 28 lipca 1920. Załadowano go do wagonów w Tarnobrzegu i skierowano do Krakowa, gdzie wcielono w poczet 8. Pułku Ułanów. Dotarli oni na front tuż po bitwie pod Komarowem (wrzesień 1920). Brali udział w pościgach i walkach z bolszewikami pod Koniuchami, Korczycą, Korosteniem, Łaszczowem, Pukarzowem, Radziechowem, Równem, Tyszowcami, Witkowem, Zamościem, Żółkwią oraz Żytomierzem.

## Upamiętnienie
W 1936 hrabia Zdzisław Tarnowski postanowił upamiętnić oddział tablicą w elewacji dzikowskiego pałacu, jednak przeszkodziła mu w tym śmierć. Tablicę wmurowano ostatecznie dopiero w 2005, dzięki inicjatywie Stowarzyszenia „Dzików”. Płytę z nazwiskami wszystkich ochotników z 1920 wmurował Jan A. Tarnowski, który był najstarszym synem Artura.